# Goniurosaurus
Goniurosaurus je rod asijských gekonů, který společně s rody Coleonyx, Eublepharis, Holodactylus, Hemitheconyx a Aeluroscalabotes patří do čeledi gekončíkovitých (Eublepharidae). Celkem je popsáno třináct druhů, vyskytujících se v Číně, Vietnamu a na ostrovech japonském souostroví Rjúkjú.

## Popis
Stejně jako ostatní druhy čeleni gekončíkovitých (Eublepharidae) nemají srostlá víčka a jsou schopni mrkat. Na konci končetin nemají jako jiní gekoni přísavné lamely, ale mají špičaté drápy, které jim velmi dobře slouží ke šplhání a k pohybu ve strmém terénu. Celé tělo je posero tuberkulovitými šupinami.
Někteří zástupci (Goniurosaurus araneus) mohou dorůstat s ocasem až 21 centimetrů. Přibližně 40–50% délky tvoří ocas, do kterého si ukládají zásoby tuku. V případě napadení predátorem dochází k autotomii ocasu, který regeneruje, ale nemá již původní tvar, délku ani zbarvení.
V průběhu ontogeneze je u nich zřejmá barvoměna. Mláďata bývají kontrastněji zbarvená a během dospívání ztrácí svoji barevnou intenzitu.

## Přehled druhů a jejich rozšíření
- Goniurosaurus lichtenfelderi (Mocquard, 1897) – provincie Bac Giang, Quang Ninh a Hai Duong, Vietnam
- Goniurosaurus hainanensis Barbour, 1908 – provincie Chaj-nan, Čína
- Goniurosaurus kuroiwae (Namiye, 1912) – japonské souostroví Rjúkjú
  - Goniurosaurus kuroiwae kuroiwae - ostrovy Okinawa, Kouri, Sesoko, Yagaji a pravděpodobně také Ie, Japonsko
  - Goniurosaurus kuroiwae orientalis (Maki, 1931) - ostrov Tonaki
  - Goniurosaurus kuroiwae splendens (Nakamura & Uéno, 1959) – ostrov Tokuno, Japonsko
  - Goniurosaurus kuroiwae yamashinae (Okada, 1936) – ostrov Kume, Japonsko
  - Goniurosaurus kuroiwae toyamai Grismer, Ota & Tanaka, 1994 – ostrov Iheya, Japonsko
  - †Goniurosaurus kuroiwae yunnu Nakamura, Takahashi & Ota, 2014 - ostrov Yoron, Japonsko
  - Goniurosaurus kuroiwae sengokui Honda & Ota, 2017 - ostrovy Tokashiki a Aka, Japonsko
- Goniurosaurus araneus Grismer, Viets & Boyle, 1999 – provincie Cao Bang, Vietnam a provincie Kuang-si, Čína
- Goniurosaurus luii Grismer, Viets & Boyle, 1999 – provincie Cao Bang a Lang Son, Vietnam a provincie Kuang-si, Čína
- Goniurosaurus bawanglingensis Grismer, Haitao, Orlov & Ananjeva, 2002 – provincie Chaj-nan, Čína
- Goniurosaurus catbaensis Ziegler, Nguyen, Schmitz, Stenke & Rösler, 2008 – ostrov Cat Ba, provincie Hai Phong, Vietnam
- Goniurosaurus huuliensis Orlov, Ryabov, Nguyen, Nguyen & Ho, 2008 – provincie Lang Son, Vietnam
- Goniurosaurus yingdeensis Wang, Yang & Cui, 2010 – provincie Kuang-tung, Čína
- Goniurosaurus liboensis Wang, Yang & Grismer, 2013 – provincie Kuej-čou, Čína
- Goniurosaurus zhelongi Wang, Jin, Li & Grismer, 2014 – provincie Kuang-tung, Čína
- Goniurosaurus kwangsiensis Yang & Chan, 2015 – provincie Kuang-si, Čína
- Goniurosaurus kadoorieorum Yang & Chan, 2015 – provincie Kuang-si, Čína

## Výskyt
Gekončíci rodu Goniurosaurus obývají subtropické a tropické deštné lesy. V přírodě bývají často nacházeni v blízkosti krasových jeskyní, štěrbin skal a různých balvanů.

## Ohrožení
Tyto gekončíky v přírodě ohrožuje nejvíce člověk svými aktivitami, ničením přirozeného prostředí (vypalováním a kácením lesů), introdukcí nepůvodních druhů, ilegálním odchytem pro tradiční medicínu a obchod se zvířaty.
Druhy Goniurosaurus kuroiwae a Goniurosaurus catbaensis jsou zapsáni na Červeném seznamu ohrožených druhů (IUCN Red List) jako ohrožené druhy.

## Chov v teráriu
Od konce 90. let se tito gekončíci stali populárními chovanci v zájmových chovech. Chov i odchov nečiní potíže a tito gekončíci jsou proto také doporučováni i začínajícím teraristům.
Jedná se o noční živočichy, kteří přes den zůstávají skrytí v úkrytech. Velmi dobře šplhají, a proto bychom terárium měli vybavit kusy kůry, kořeny, obrácenými květináči, glazurovanými miskami nebo kokosovými skořápkami. Při instalaci interiéru terária musíme dát pozor na to, aby gekončíky nemohl při pádu ohrozit na zdraví. Jako substrát dobře poslouží zahradní rašelina bez hnojiv smíchaná s pískem v poměru 1:1. Řada chovatelů používá také kokosové stelivo (lignocel) nebo lesní hrabanku smíchanou s rašelinou.
Gekončíci dobře snášejí teploty od 20–28 °C. Dlouhodobé vystavení teplotám vyšším než 30 °C může způsobit neochotu přijímat potravu, zdravotní komplikace nebo i smrt jedince. Během chladnější periody (listopad – březen) může teplota klesnout na 20 °C přes den a až na 18 °C v noci. Během tohoto období bývají zvířata méně aktivní a přijímají méně potravu.
Protože se jedná o noční živočichy, kteří jsou během dne schovaní v úkrytech, není třeba svítit speciální UV zářivkou.

### Potrava
Gekončíci dobře přijímají přiměřenou velikost nejrůznějších druhů cvrčků, švábů a jiného hmyzu. V letních měsících jim můžeme zpestřit stravu venku smýkaným hmyzem (sarančaty apod.).

## Rozmnožování
Pohlavně dospělí bývají přibližně ve stáří jednoho a půl až dvou roků. Pohlavní dimorfismus se zřejmý podle preanálních šupin na břišní straně těla a podle zduřelých hemipenisálních kapes u samců. Gekončíci se obvykle rozmnožují od března do listopadu. Samice kladou snůšku dvou kožovitých vajec do vlhkého substrátu. K inkubaci vajec se nejlépe osvědčil vermikulit. Délka inkubace je závislá na teplotě a mezi druhy se příliš neliší, čím vyšší je teplota během inkubace, tím dříve se malí gekončíci líhnou. Při teplotě 25 – 27 °C trvá inkubační doba 75–82 dní.